# Emmeran Hillinger
Emmeran Hillinger (* 1889 in München; † unbekannt) war ein deutscher Radrennfahrer und nationaler Meister im Radsport.

## Sportliche Laufbahn
Hillinger war im Straßenradsport und im Bahnradsport aktiv. Er begann gemeinsam mit seinem Freund Franz Schönauer in seiner Heimatstadt mit dem Radsport.
1922 gewann er die nationale Meisterschaft des Bundes Deutscher Radfahrer im Mannschaftszeitfahren mit den Fahrern Hans Eisinger, Georg Härtl, Franz Schönauer, Thomas Steber und Edi Wackerl. Mit Franz Schönauer als Partner bestritt er zahlreiche Rennen im Zweier-Mannschaftsfahren auf europäischen Radrennbahnen. Viermal gewann er das Eintagesrennen Rund um München in den 1920er Jahren.
1926 wechselte Schönauer zum Deutschen Rad-und Motorsport-Verband Concordia 1928. Hillinger gewann im Deutschen Rad- und Motorsport-Verband Concordia 1928 (der Mitglied in der Vereinigung Deutscher Radsport-Verbände war) die Meisterschaft über 10000 Meter auf der Bahn. 1926 war er bereits Dritter geworden. In seiner gesamten Laufbahn als Radrennfahrer hatte er mehr als 200 Straßenrennen gewonnen. Er startete für den Rad-Renn-Club 1902 München, später für den RV Concordia München.